# نمایش بین دو نیمه سوپر بول ۵۱
سوپربول ۵۱ هلف‌تایم شوو (انگلیسی: Super Bowl LI halftime show) در ۵ فوریه ۲۰۱۷ در ورزشگاه رلاینت در هیوستون، تگزاس به عنوان بخشی از سوپربول ۵۱ برگزار شد. لیدی گاگا بدون حضور با مهمان ویژه (اولین بار از زمان سوپر بول XLIV)، با اجرای ترکیبی از ترانه‌های محبوب خود از جمله مطالب آخرین آلبوم استودیویی خود، جوآن (۲۰۱۶)، عنوان اصلی این برنامه را به خود اختصاص داد. این اجرا با استقبال منتقدان روبرو شد و در دریافت ۶ نامزد جایزه امی نامزد شد و جایزه پرایم ایمی را برای طراحی برجسته روشنایی/جهت نورپردازی ویژه متنوع را دریافت کرد.